# Fußballländerspiel Barbados – Grenada 1994
Das Fußballspiel zwischen den Nationalteams von Barbados und Grenada vom 27. Januar 1994 war ein Qualifikationsspiel für die Karibikmeisterschaft 1994 und besonders bemerkenswert, weil es zeitweise im Interesse beider Mannschaften lag, ein Eigentor zu erzielen. Außerdem musste eine Mannschaft in einer Phase beide Tore verteidigen, um sowohl Tore als auch Eigentore des Gegners zu verhindern.
Der Grund dafür war die Regel, dass Gruppenspiele bei Unentschieden in die Verlängerung gingen, zusammen mit einer eigentümlichen Umsetzung der Golden-Goal-Regel. Die britische Zeitung The Guardian nannte das Spiel „eines der seltsamsten Fußballspiele aller Zeiten“.

## Hintergrund
Die Karibikmeisterschaft 1994 war die fünfte Auflage dieses Turniers und wurde in jenem Jahr in Trinidad und Tobago abgehalten. Im Frühjahr 1994 begann die Qualifikation zu dieser Meisterschaft, wobei Barbados, Grenada und Puerto Rico der 1. Gruppe zugelost wurden. In jeder Gruppe spielte jede Mannschaft einmal gegen jede andere Mannschaft (Rundenturnier). Nur die beste Mannschaft qualifizierte sich für das Turnier. Als Regel-Experiment beschlossen die Organisatoren eine bestimmte Umsetzung des Golden Goals: Jedes Qualifikationsspiel wurde bei unentschiedenem Ausgang um zweimal 15 Minuten verlängert. Das erste Tor in der Verlängerung entschied nicht nur das Spiel, sondern zählte zudem doppelt. Damit sollte den Mannschaften ein Ausgleich dafür geboten werden, dass sie in der verkürzten Verlängerung nicht die Gelegenheit haben, mehr als ein Tor als Tordifferenz zu erzielen. Bei torloser Verlängerung sollte ein Elfmeterschießen folgen.
Das erste Qualifikationsspiel der Gruppe 1 fand in Barbados statt. Die Heimmannschaft verlor 0:1 gegen Puerto Rico. Zwei Tage später gewann Grenada gegen Puerto Rico 2:0 dank eines Golden Goals in der Verlängerung (hatte also nur ein Tor erzielt). Diese Resultate brachten Grenada an die Tabellenspitze mit drei Punkten sowie einer Tordifferenz von +2. So musste Barbados im verbleibenden Spiel mindestens zwei Tore mehr schießen als Grenada, um sich für die Endrunde zu qualifizieren:
| Pl. | Land        | Sp. | S | U | N | Tore    | Diff. | Punkte |
| --- | ----------- | --- | - | - | - | ------- | ----- | ------ |
| 1.  | Grenada     | 1   | 1 | 0 | 0 | 002:000 | +2    | 03     |
| 2.  | Puerto Rico | 2   | 1 | 0 | 1 | 001:200 | −1    | 03     |
| 3.  | Barbados    | 1   | 0 | 0 | 1 | 000:100 | −1    | 0      |

## Spielverlauf
Das Spiel wurde im Nationalstadion von Barbados in Saint Michael ausgetragen.
Das Spiel verlief lange Zeit ohne besondere Ereignisse. Barbados erzielte zwei Treffer und lag beim Spielstand von 2:0 mit den benötigten zwei Toren Differenz in Führung. Zu diesem Zeitpunkt hätte sich folgende Tabelle ergeben:
| Pl. | Land        | Sp. | S | U | N | Tore    | Diff. | Punkte |
| --- | ----------- | --- | - | - | - | ------- | ----- | ------ |
| 1.  | Barbados    | 2   | 1 | 0 | 1 | 002:100 | +1    | 03     |
| 2.  | Grenada     | 2   | 1 | 0 | 1 | 002:200 | ±0    | 03     |
| 3.  | Puerto Rico | 2   | 1 | 0 | 1 | 001:200 | −1    | 03     |

Barbados wäre bei diesem Endstand als Gruppensieger für die Endrunde qualifiziert gewesen.
In der 83. Minute schoss Grenada ein Tor zum 2:1, womit sich folgende Tabelle ergeben hätte:
| Pl. | Land        | Sp. | S | U | N | Tore    | Diff. | Punkte |
| --- | ----------- | --- | - | - | - | ------- | ----- | ------ |
| 1.  | Grenada     | 2   | 1 | 0 | 1 | 003:200 | +1    | 03     |
| 2.  | Barbados    | 2   | 1 | 0 | 1 | 002:200 | ±0    | 03     |
| 3.  | Puerto Rico | 2   | 1 | 0 | 1 | 001:200 | −1    | 03     |

Bei diesem Spielstand war also wieder Grenada für die Endrunde qualifiziert.
Barbados bemühte sich um einen weiteren Treffer zum 3:1, um den Zwei-Tore-Abstand wiederherzustellen. Als dies nicht gelang, änderte man kurz vor dem Ende der regulären Spielzeit die Strategie: Das Spiel sollte nach der regulären Spielzeit unentschieden stehen, um in der anschließenden Verlängerung die Chance zu haben, durch ein doppelt zählendes Golden Goal die benötigten zwei Tore Differenz herzustellen. Barbados stellte in der 87. Minute die Angriffe ein, und zwei barbadianische Spieler, Verteidiger Sealy und Torhüter Horace Stoute, spielten sich kurze Pässe zu, bevor Sealy ein absichtliches Eigentor schoss. Von dieser Szene existiert ein Video.
Nun stand das Spiel 2:2 unentschieden, bei drei Minuten verbleibender Spielzeit, und drohte in die Verlängerung zu gehen, wo Barbados mit einem Golden Goal die Qualifikation schaffen könnte. Grenada könnte sich aber nach wie vor in der regulären Spielzeit für die Endrunde qualifizieren, wenn es das Spiel entweder gewinnt oder mit einer Tordifferenz von maximal einem Treffer verliert.
Würde Grenada in den letzten drei Minuten noch ein Tor zum 2:3 schießen und somit das Spiel gewinnen, wäre der Tabellen-Endstand der folgende gewesen:
| Pl. | Land        | Sp. | S | U | N | Tore    | Diff. | Punkte |
| --- | ----------- | --- | - | - | - | ------- | ----- | ------ |
| 1.  | Grenada     | 2   | 2 | 0 | 0 | 005:200 | +3    | 06     |
| 2.  | Puerto Rico | 2   | 1 | 0 | 1 | 001:200 | −1    | 03     |
| 3.  | Barbados    | 2   | 0 | 0 | 2 | 002:400 | −2    | 0      |

Würde Grenada in den letzten drei Minuten noch ein Gegentor zum 3:2 bekommen und somit das Spiel verlieren, wäre der Tabellen-Endstand der folgende gewesen:
| Pl. | Land        | Sp. | S | U | N | Tore    | Diff. | Punkte |
| --- | ----------- | --- | - | - | - | ------- | ----- | ------ |
| 1.  | Grenada     | 2   | 1 | 0 | 1 | 004:300 | +1    | 03     |
| 2.  | Barbados    | 2   | 1 | 0 | 1 | 003:300 | ±0    | 03     |
| 3.  | Puerto Rico | 2   | 1 | 0 | 1 | 001:200 | −1    | 03     |

Folgerichtig versuchte Grenada, ein Tor zu erzielen, um die Qualifikation noch in der regulären Spielzeit zu schaffen und eine Verlängerung zu verhindern. Da es keine Rolle spielte, ob es ein Tor beim Gegner oder ein Eigentor war, versuchte Grenada, ein Eigentor zu erzielen, was eher erreichbar schien als ein Tor beim Gegner. Dies zwang Barbados dazu, das gegnerische Tor zu verteidigen, um das Unentschieden zu halten, was auch gelang.
Da es nach Ablauf der regulären Spielzeit also 2:2 stand, ging das Spiel in die Verlängerung. Thorne erzielte schließlich das Golden Goal für Barbados, das sich somit für die Karibikmeisterschaft qualifizierte.
Die Schlusstabelle sah so aus:
| Pl. | Land        | Sp. | S | U | N | Tore    | Diff. | Punkte |
| --- | ----------- | --- | - | - | - | ------- | ----- | ------ |
| 1.  | Barbados    | 2   | 1 | 0 | 1 | 004:300 | +1    | 03     |
| 2.  | Grenada     | 2   | 1 | 0 | 1 | 004:400 | ±0    | 03     |
| 3.  | Puerto Rico | 2   | 1 | 0 | 1 | 001:200 | −1    | 03     |

## Nachbetrachtung
Trotz des kuriosen Verlaufs erhielt dieses Spiel keine große Beachtung, obwohl in Großbritannien Zeitungen darüber berichteten. Das Spiel wurde auch im Buch Sports Law als Beispiel geschildert.
James Clarkson, der Trainer Grenadas, erklärte in einer Pressekonferenz:

“I feel cheated. The person who came up with these rules must be a candidate for a madhouse. The game should never be played with so many players running around the field confused. Our players did not even know which direction to attack: our goal or their goal. I have never seen this happen before. In football, you are supposed to score against the opponents to win, not for them.”

„Ich fühle mich betrogen. Die Person, die diese Regeln erfunden hat, muss ein Kandidat fürs Irrenhaus sein. […] Unsere Spieler wussten nicht einmal, in welche Richtung sie angreifen mussten: unser Tor oder deren Tor. Ich habe noch nie so etwas gesehen. Im Fußball sollte man für den Sieg für die eigene Mannschaft Tore erzielen und nicht für den Gegner.“

### Analyse des Regelexperiments
Bei einer kritischen Bewertung der Golden-Goal-Regel anhand dieses Spiels ist zu berücksichtigen, dass die kuriose Situation mit ihren (so sicher nicht erwünschten) Konsequenzen überhaupt nur entstehen konnte, weil bereits in der Gruppenphase unentschiedene Spiele in die Verlängerung gingen. Dadurch konnte eine Mannschaft bei eigener Führung, aber einem zum Weiterkommen nicht ausreichenden Vorsprung kurz vor Spielende durch Eigentore bewusst ein Unentschieden herbeiführen, in der Hoffnung, während der dadurch erzwungenen Verlängerung die benötigte höhere Tordifferenz zu erreichen.
Dies ist natürlich nur möglich, wenn entweder eine vollständige Verlängerung gespielt oder ein Golden Goal mehrfach gezählt wird. Die originale Golden-Goal-Regel hätte (selbst bei Gruppenspielen mit Verlängerung) diesen Nachteil nicht.
Diese eigenwillige Variante der Golden-Goal-Regel wurde vier Mal in den Qualifikationsspielen der 1994er Karibik-Meisterschaften angewandt. Zu weiteren Anwendungen kam es nicht.